# Баумгартнер, Кристоф
Кри́стоф Баумга́ртнер (нем. Christoph Baumgartner; род. 1 августа 1999, Хорн) — австрийский футболист, полузащитник клуба «РБ Лейпциг» и сборной Австрии. Участник двух чемпионатов Европы (2020 и 2024).
Старший брат Кристофа — Доминик также является профессиональным футболистом. 

## Клубная карьера

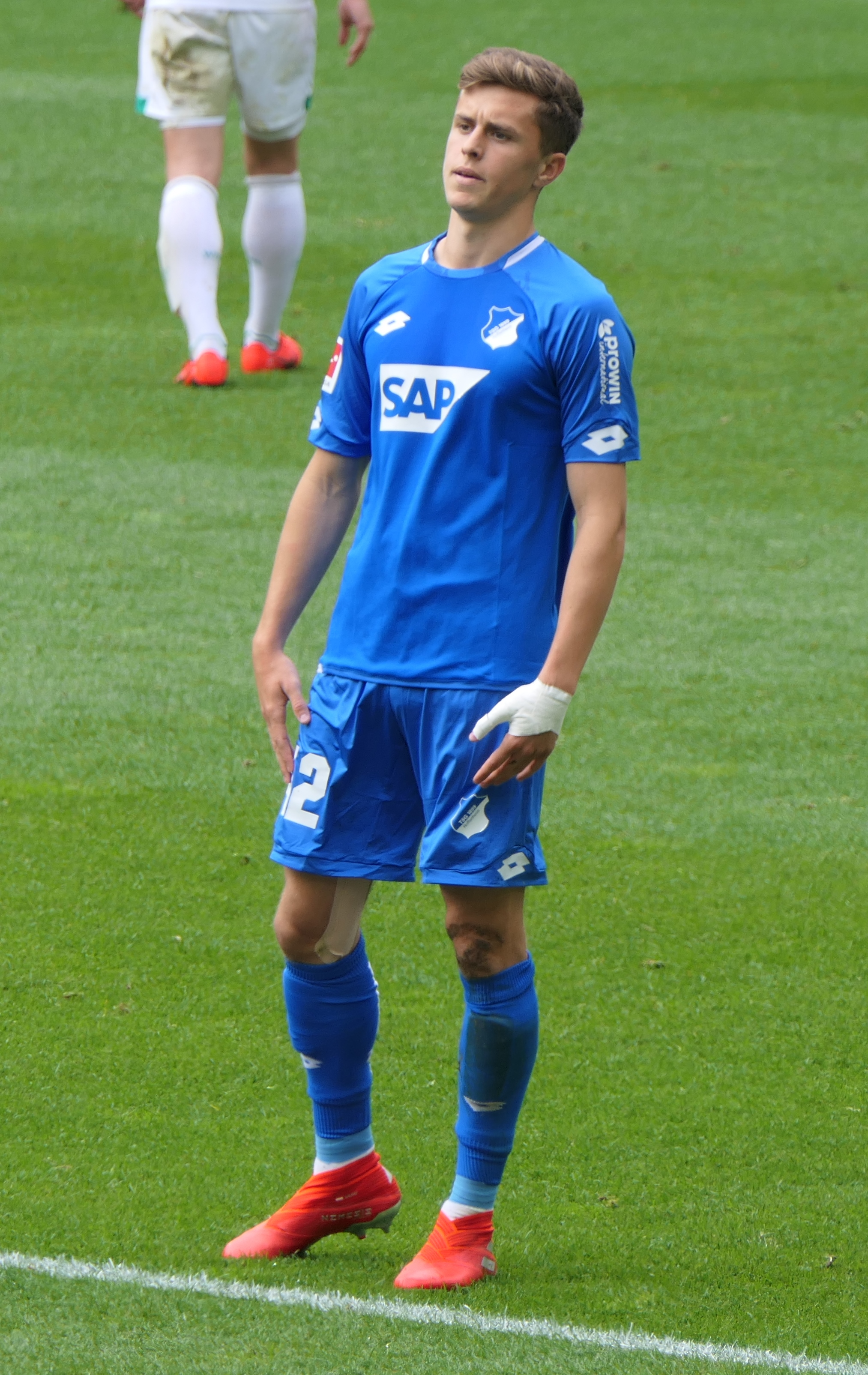
Баумгартнер в составе «Хоффенхайма»

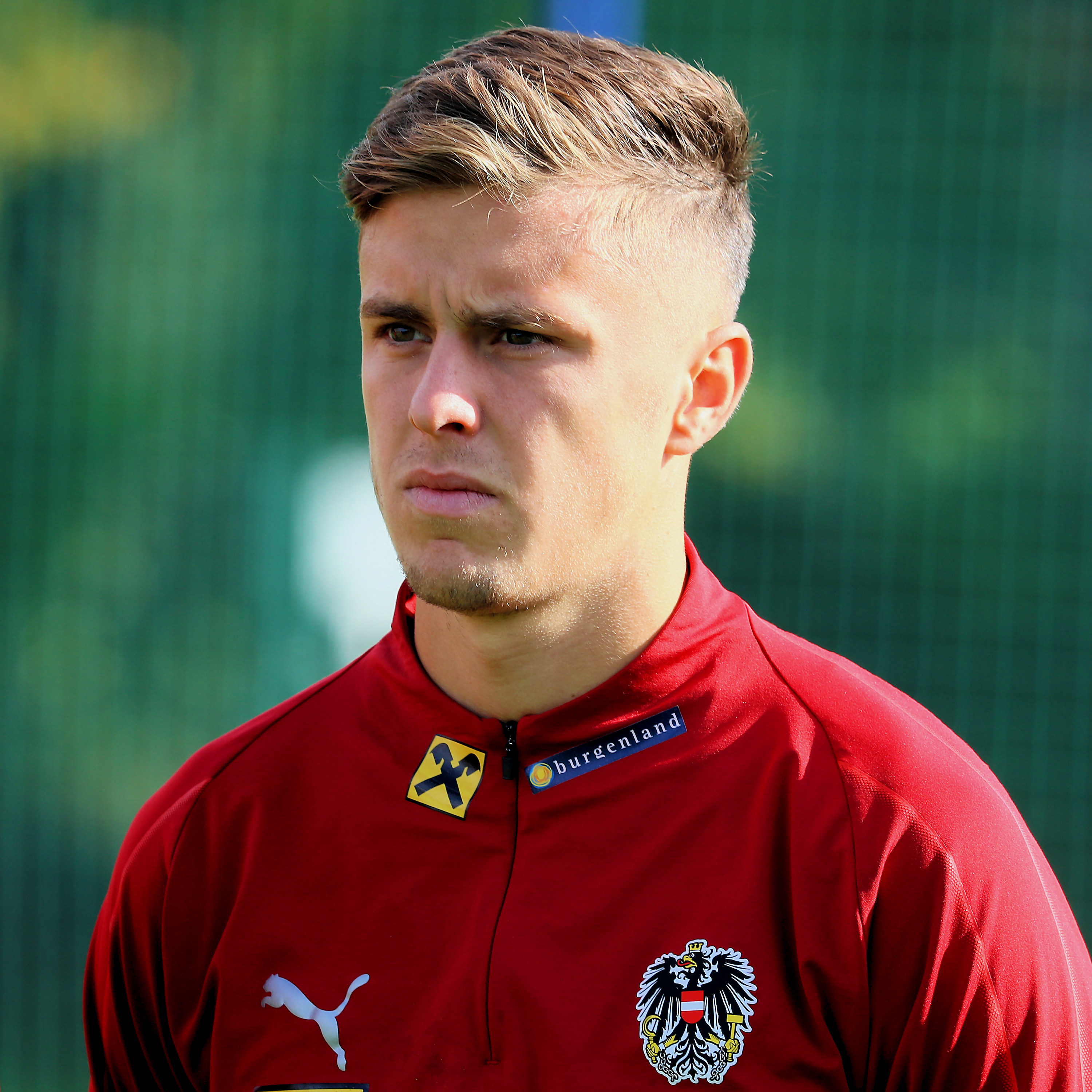
Баумгартнер в составе сборной Австрии

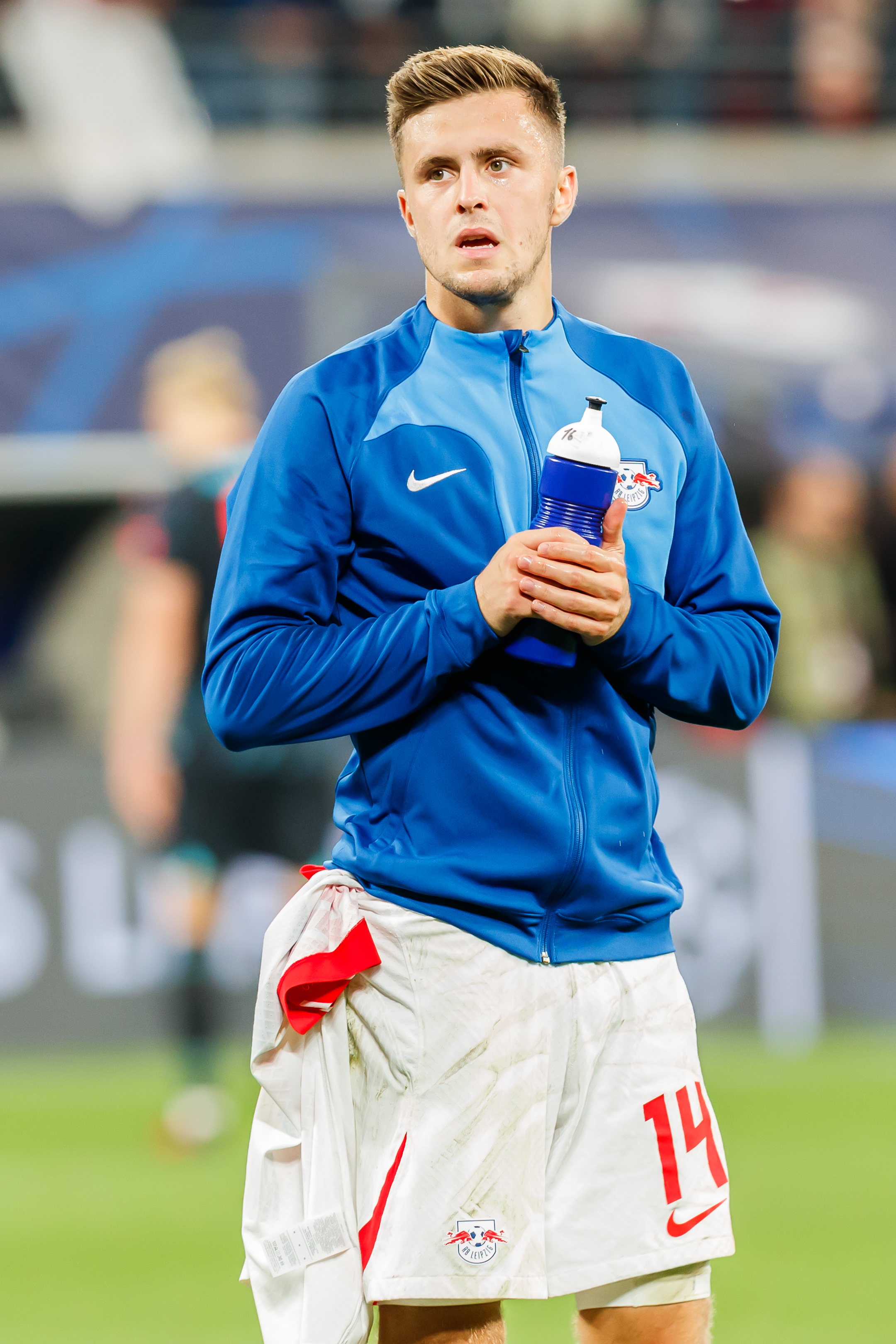
Баумгартнер в составе «РБ Лейпциг»

Баумгартнер — воспитанник клубов «Хорн» и «Санкт-Пёльтен». В 2017 году Кристоф перешёл в немецкий «Хоффенхайм», где для получения игровой практики выступал за юношескую и дублирующую команды клуба. 11 мая 2019 года в матче против «Вердера» он дебютировал в Бундеслиге. 17 декабря в поединке против берлинского «Униона» Кристоф забил свой первый гол за «Хоффенхайм». В матчах розыгрыша Лиги Европы против сербской «Црвены Звезды», либерецкого «Слована» и норвежского «Мольде» он забил 3 гола. 
Летом 2023 года Баумгартнер перешёл в «РБ Лейпциг», подписав контракт на 5 лет. Сумма трансфера составила 25.5 млн. евро. В матче против «Байер 04» он дебютировал за новую команду. 28 октября в поединке против «Кёльна» Кристоф забил свой первый гол за «РБ Лейпциг». В матчах розыгрыша Лиги чемпионов 2024/2025 против шотландского «Селтика» и английской «Астон Виллы» он забил по голу.

## Международная карьера
В 2016 году в составе юношеской сборной Австрии Шмид принял участие в юношеском чемпионате Европы в Азербайджане. На турнире он сыграл в матчах против команд Боснии и Герцеговины, Украины, Германии и Португалии. В поединке против боснийцев Кристоф отметился забитым мячом.
В 2019 году в составе молодёжной сборной Австрии Баумгартнер принял участие в молодёжном чемпионате Европы в Италии. На турнире он сыграл в матчах против команд Дании и Германии.
4 сентября 2020 года матче Лиги наций против сборной Норвегии Баумгартнер дебютировал за сборную Австрии. 7 сентября в поединке против сборной Румынии Кристоф забил свой первый гол за национальную команду.
В 2021 году Баумгартенр принял участие в чемпионате Европы. На турнире он сыграл в матчах против сборных Украины, Северной Македонии, Италии и Нидерландов. В поединке украинцев Кристоф забил гол.
23 марта 2024 года в товарищеском матче австрийцев против сборной Словакии Баумгартнер, отличившись уже на 6-й секунде, забил самый быстрый гол в истории национальных команд.
В 2024 году Баумгартнер во второй раз принял участие в чемпиоанте Европы в Германии. На турнире он сыграл в матчах против сборных Франции, Польши, Нидерландов и Турции. В поединке против поляков Кристоф забил гол.

### Голы за сборную Австрии
| #  | Дата             | Место                                             | Противник         | Счёт | Результат | Соревнование                       |
| -- | ---------------- | ------------------------------------------------- | ----------------- | ---- | --------- | ---------------------------------- |
| 1  | 7 сентября 2020  | Вёртерзе-Штадион, Клагенфурт-ам-Вёртерзе, Австрия | Румыния           | 1:0  | 2:3       | Лига наций УЕФА 2020/2021          |
| 2  | 7 октября 2020   | Вёртерзе-Штадион, Клагенфурт-ам-Вёртерзе, Австрия | Греция            | 2:1  | 2:1       | Товарищеский матч                  |
| 3  | 28 марта 2021    | Эрнст Хаппель, Вена, Австрия                      | Фарерские острова | 2:1  | 3:1       | Чемпионат мира 2022 квалификация   |
| 4  | 21 июня 2021     | Национальный стадион, Бухарест, Румыния           | Украина           | 0:1  | 0:1       | Чемпионат Европы 2020              |
| 5  | 1 сентября 2021  | Зимбру, Кишинёв, Молдавия                         | Молдова           | 0:1  | 0:2       | Чемпионат мира 2022 квалификация   |
| 6  | 4 сентября 2021  | Самми Офер, Хайфа, Израиль                        | Израиль           | 1:3  | 2:5       | Чемпионат мира 2022 квалификация   |
| 7  | 25 сентября 2022 | Эрнст Хаппель, Вена, Австрия                      | Хорватия          | 3:1  | 3:1       | Лига наций УЕФА 2022/2023          |
| 8  | 24 марта 2023    | Райффайзен Арена, Линц, Австрия                   | Азербайджан       | 4:1  | 4:1       | Чемпионат Европы 2024 квалификация |
| 9  | 20 июня 2023     | Эрнст Хаппель, Вена, Австрия                      | Швеция            | 1:0  | 2:0       | Чемпионат Европы 2024 квалификация |
| 10 | 20 июня 2023     | Эрнст Хаппель, Вена, Австрия                      | Швеция            | 2:0  | 2:0       | Чемпионат Европы 2024 квалификация |
| 11 | 21 ноября 2023   | Эрнст Хаппель, Вена, Австрия                      | Германия          | 2:0  | 2:0       | Товарищеский матч                  |
| 12 | 23 марта 2024    | Национальный стадион, Братислава, Словакия        | Словакия          | 0:1  | 0:2       | Товарищеский матч                  |
| 13 | 26 марта 2024    | Эрнст Хаппель, Вена, Австрия                      | Турция            | 5:1  | 6:1       | Товарищеский матч                  |
| 14 | 4 июня 2024      | Эрнст Хаппель, Вена, Австрия                      | Сербия            | 2:0  | 2:1       | Товарищеский матч                  |
| 15 | 8 июня 2024      | Кибунпарк, Санкт-Галлен, Швейцария                | Швейцария         | 0:1  | 1:2       | Товарищеский матч                  |
| 16 | 21 июня 2024     | Олимпийский стадион, Берлин, Германия             | Польша            | 1:2  | 1:3       | Чемпионат Европы 2024              |
| 17 | 10 октября 2024  | Райффайзен Арена, Линц, Австрия                   | Казахстан         | 1:0  | 4:0       | Лига наций УЕФА 2024/2025          |
| 18 | 25 июня 2024     | Центральный стадион, Павлодар, Казахстан          | Казахстан         | 0:1  | 0:2       | Лига наций УЕФА 2024/2025          |
| 19 | 9 сентября 2024  | Олимпийский стадион, Серравалле, Сан-Марино       | Сан-Марино        | 0:4  | 0:4       | Чемпионат мира 2026 квалификация   |

## Достижения

### Личные
- Футболист года в Австрии: 2024